# Насименту, Милтон

Милтон Насименту (фото 1969 г.)

Милтон Насиме́нту (порт.-браз. Milton Nascimento; род. 26 октября 1942, Рио-де-Жанейро) — бразильский эстрадный композитор и певец. Один из ведущих представителей бразильской популярной музыки. Лауреат премии «Грэмми» (1998, в категории Best world music album).

## Очерк биографии и творчества
Родился в бедной афроамериканской семье. С трёх лет жил в городе Трес-Понтас (был усыновлён супружеской парой, на которую его мать работала горничной). Систематического музыкального образования не получил, брал уроки игры на фортепиано, самостоятельно освоил гитару и контрабас. В 1957 совместно с пианистом Вагнером Тисо основал ансамбль «Luar de Prata», с которым выступал на танцплощадках. В 1963 в Белу-Оризонти поступил на экономический факультет местного университета; работая бухгалтером, продолжал играть в различных эстрадных ансамблях. С 1965 жил и работал в Рио-де-Жанейро. В 1967 Насименту выпустил первый сольный альбом «Milton Nascimento», фонограмма которого была составлена исключительно из его авторских песен. Песня «Travessia» («Переправа») с этого альбома получила вторую премию на Международном песенном фестивале (Festival International da Canção) в Рио-де-Жанейро в 1967 году. 
Насименту — автор более 180 песен, которые, как правило, впервые исполнял сам (обладал голосом широкого диапазона, нередко использовал фальцет). Наиболее известна его песня «Travessia» (1967, исполняется также в английским переводе под названием «Bridges»). Автор текстов многих популярных песен Насименту — бразильский журналист и поэт Фернандо Брант, среди них «Travessia», «Maria, Maria», «Caxangá», «Canção da América» («Песня из Америки»), «Nos bailes da vida» («У жизни на балу»), «Ao que vai nascer» («Что случится»). К некоторым песням Насименту писал собственные тексты, в их числе «Canção do Sal» («Песня солнца»). 
Насименто выпустил более 40 альбомов (сольных и совместных с другими музыкантами). Концертировал и записывался в ансамбле с популярными бразильскими (Жоржи Бен Жор, Элис Режина, Каэтану Велозу, Шику Буарки, Жилберту Жил), а также с зарубежными музыкантами, среди которых Херби Хэнкок, Уэйн Шортер, Джордж Дюк, Пат Метени, Питер Гэбриел, Пол Саймон, группа «Дюран Дюран» и мн. др.
Снялся в эпизоде фильма  Вернера Херцога Fitzcarraldo (1982).